# Gare de Saint-Aunès
La gare de Saint-Aunès est une gare ferroviaire française de la ligne de Tarascon à Sète-Ville, située sur le territoire de la commune de Saint-Aunès, dans le département de l'Hérault, en région Occitanie.
Construite par l'État, elle est mise en service en 1845 par la Compagnie fermière du chemin de fer de Montpellier à Nîmes, avant de devenir une gare du réseau de la Compagnie du chemin de fer de Lyon à la Méditerranée (PLM).
C'est une halte voyageurs de la Société nationale des chemins de fer français (SNCF) du réseau TER Occitanie desservie par des trains express régionaux.

## Situation ferroviaire
Établie à 31 mètres d'altitude, la gare de Saint-Aunès est située au point kilométrique (PK) 68,385 de la ligne de Tarascon à Sète-Ville, entre les gares ouvertes de Baillargues et de Montpellier-Saint-Roch. Elle est séparée de cette dernière par celles aujourd'hui fermées des Mazes - Le Crès et de Castelnau-le-Lez (détruite).
La gare dispose de deux voies de passage (parcourables à 160 km/h), chacune étant desservie par un quai latéral.

## Histoire
La « station de Saint-Aunès » est mise en service le 9 janvier 1845 par la Compagnie d'exploitation du chemin de fer de Montpellier à Nimes lorsqu'elle ouvre à l'exploitation sa ligne. L'État, qui a construit ce chemin de fer, a livré l'infrastructure le 31 décembre à cette compagnie adjudicataire de l'exploitation. C'est l'une des trois stations (les deux autres sont « Castelnau ou le mas de Bongue » et « les Mazes »), très rapprochées, provisoirement installées entre Montpellier et Lunel pour éventuellement être réunies en une seule, en un lieu à choisir à partir des différences de leur fréquentation.
En 1852, la compagnie d'exploitation en difficulté est fusionnée avec d'autres pour former la Compagnie du chemin de fer de Lyon à la Méditerranée qui reprend donc l'exploitation de la station et en 1857 elle entre dans le réseau de la Compagnie des chemins de fer de Paris à Lyon et à la Méditerranée (PLM) lors d'une nouvelle fusion de compagnies, à l'initiative de Paulin Talabot.
Le 21 août 1880, le conseil général du département s'inquiète du confort des voyageurs qui n'étant pas prévenus des retards des trains en direction de Montpellier, puisqu'il n'y a pas de télégraphe, sont obligés d'attendre debout sur le quai. Il émet un vœu pour la construction d'un abri sur ce quai. En août 1882, l'ingénieur en chef du contrôle indique que les travaux de construction de l'abri sont en cours de finitions.

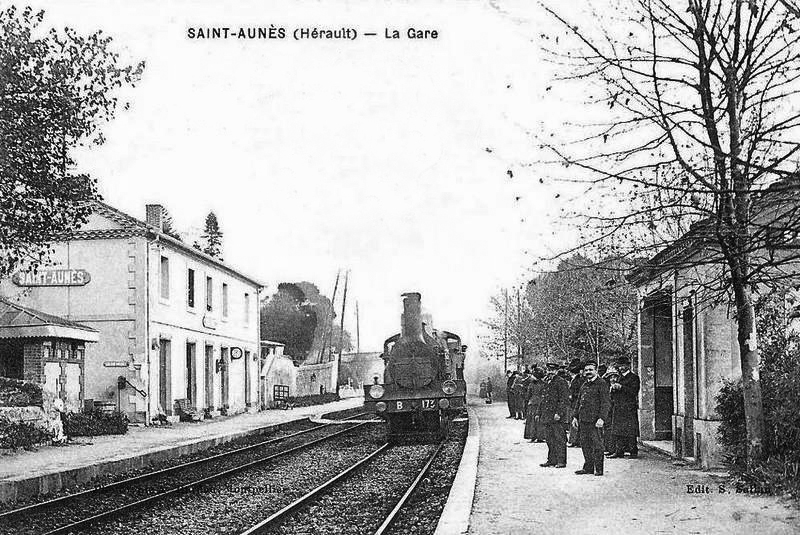
La gare après 1902.

Le 24 août 1898, le conseil général s'intéresse de nouveau à la gare dont le trafic atteint annuellement environ 100 000 voyageurs du fait qu'elle dessert l'importante commune de Mauguio. Pour cette fréquentation la salle d'attente et l'abri de quai sont considérés comme ayant une taille nettement insuffisante. Le vœu adopté demande un agrandissement et un aménagement de la salle d'attente et de l'abri en adéquation avec la fréquentation.
En 1902, le bâtiment voyageurs est agrandi. Sans doute après cet agrandissement, la station dispose d'un bâtiment voyageurs à cinq ouvertures et un étage sous une toiture à deux pans, deux voies, deux quais avec un abri en pierre sur le quai opposé (voir photo ci-contre).
La « station de Saint-Aunès » figure dans la nomenclature 1911 des gares, stations et haltes, de la Compagnie des chemins de fer de Paris à Lyon et à la Méditerranée. C'est une station de la ligne de « Tarascon à Cette », située entre les gares de Baillargues et des Mazes-le-Crès. Station, ouverte uniquement au service complet de la « Grande Vitesse » (voyageurs), à l'exclusion des voitures, chevaux et bestiaux.
Après le départ du personnel permanent la gare devient une halte, son bâtiment voyageur est fermé puis détruit, ainsi que les autres petits édifices, au cours du XXe siècle.
En 2014, c'est une gare voyageurs d'intérêt local (catégorie C : moins de 100 000 voyageurs par an de 2010 à 2011), qui dispose de deux quais (le quai 1 d'une longueur utile de 126 m pour la voie 1 et le quai 2 d'une longueur utile de 124 m pour la voie 2) et deux abris.

## Fréquentation
De 2015 à 2023, selon les estimations de la SNCF, la fréquentation annuelle de la gare s'élève aux nombres indiqués dans le tableau ci-dessous.
| Année           | 2015  | 2016  | 2017  | 2018  | 2019  | 2020  | 2021  | 2022  | 2023   |
| --------------- | ----- | ----- | ----- | ----- | ----- | ----- | ----- | ----- | ------ |
| Voyageurs seuls | 2 971 | 3 160 | 2 753 | 2 523 | 3 044 | 2 966 | 4 513 | 7 074 | 10 954 |

## Service des voyageurs

### Accueil

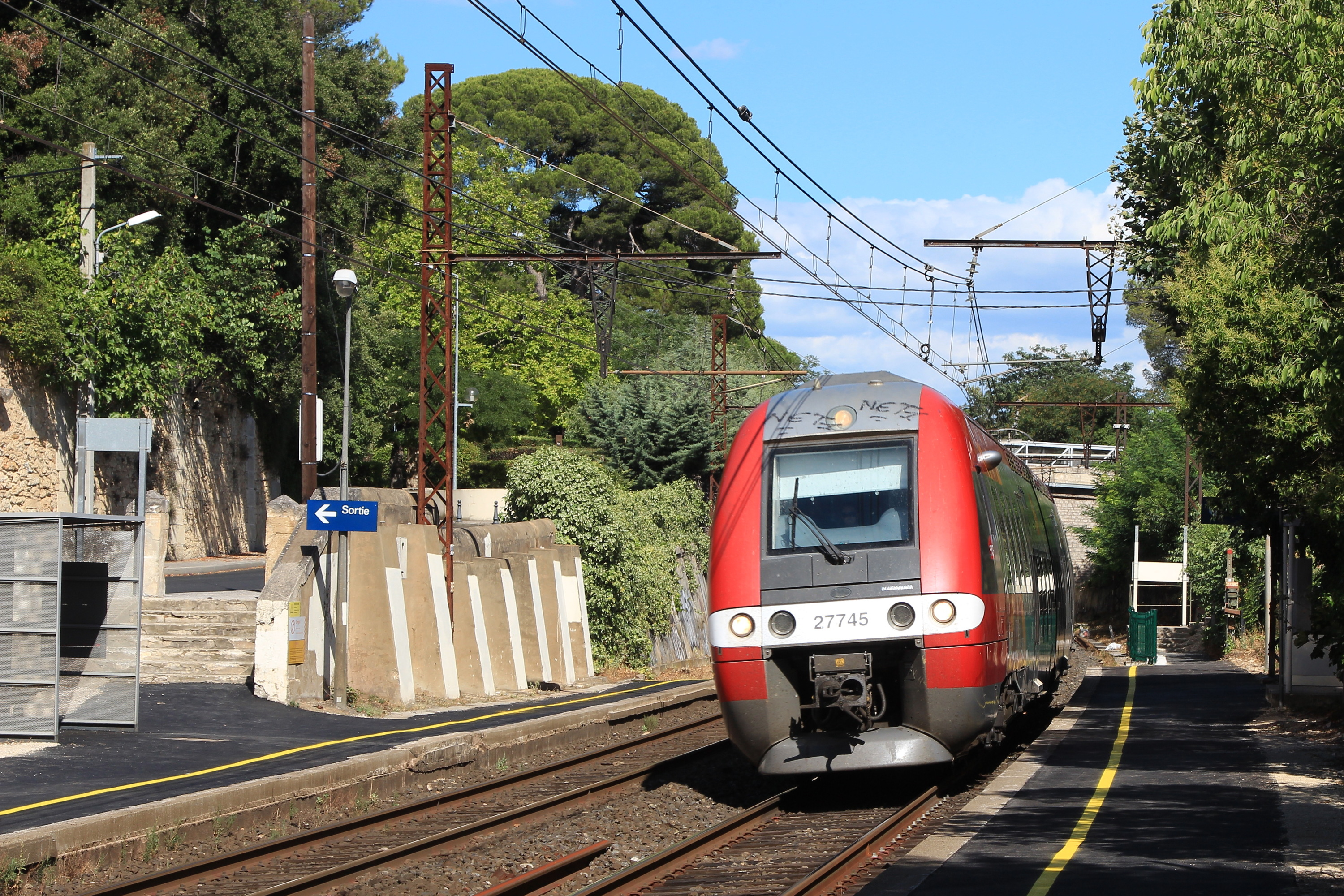
Un TER passe en gare.

Halte SNCF, c'est un point d'arrêt non géré (PANG) à entrée libre.

### Desserte
Saint-Aunès est une halte voyageurs du réseau TER Occitanie, desservie par des trains express régionaux qui circulent entre Narbonne, Sète ou Montpellier-Saint-Roch, et Lunel, Nîmes ou Avignon-Centre.

### Intermodalité
Un parking pour les véhicules y est aménagé.

## Lieu de tournage d'une vidéo
En 2014, le quai desservi par les trains en direction de Montpellier est utilisé pour le tournage de la vidéo Clown de Rémi Gaillard.